# Wealth Planet Perugia Volley 2021-2022
Questa voce raccoglie le informazioni riguardanti la Wealth Planet Perugia Volley nelle competizioni ufficiali della stagione 2021-2022.

## Stagione
Nella stagione 2021-22 la Wealth Planet Perugia Volley assume la denominazione sponsorizzata di Bartoccini-Fortinfissi Perugia.
Partecipa per la terza volta alla Serie A1; chiude la regular season di campionato al decimo posto in classifica, non qualificandosi per i play-off scudetto.

## Organigramma societario
Area direttiva
- Presidente: Antonio Bartoccini

Area tecnica
- Allenatore: Luca Cristofani
- Allenatore in seconda: Andrea Giovi
- Scout man: Gabriele Tortorici

## Rosa
| N° | Nome                   | Ruolo | Data di nascita   | Nazionalità sportiva |
| -- | ---------------------- | ----- | ----------------- | -------------------- |
| 2  | Claudia Provaroni      | S     | 14 maggio 1998    | Italia               |
| 4  | Britt Bongaerts        | P     | 3 novembre 1996   | Paesi Bassi          |
| 5  | Immacolata Sirressi    | L     | 19 maggio 1990    | Italia               |
| 6  | Gaia Guiducci          | P     | 9 marzo 2002      | Italia               |
| 7  | Monika Bociek          | O     | 6 aprile 1996     | Polonia              |
| 8  | Chiara Rumori          | L     | 16 giugno 1998    | Italia               |
| 9  | Laura Melandri         | C     | 31 gennaio 1995   | Italia               |
| 12 | Anastasia Guerra       | S     | 15 ottobre 1996   | Italia               |
| 13 | Giulia Melli           | S     | 8 gennaio 1998    | Italia               |
| 13 | Valentina Diouf        | O     | 19 gennaio 1993   | Italia               |
| 15 | Anastasia Scarabottini | S     | 12 ottobre 2004   | Italia               |
| 16 | Helena Havelková       | S     | 25 luglio 1988    | Rep. Ceca            |
| 17 | Linda Nwakalor         | C     | 17 settembre 2002 | Italia               |
| 18 | Bintu Diop             | O     | 2 marzo 2002      | Italia               |
| 28 | Christina Bauer        | C     | 1º gennaio 1988   | Francia              |

## Mercato
| Acquisti | Acquisti            | Acquisti       | Acquisti   |
| R.       | Nome                | da             | Modalità   |
| -------- | ------------------- | -------------- | ---------- |
| C        | Christina Bauer     | ASPTT Mulhouse | definitivo |
| O        | Monika Bociek       | Kalisz         | definitivo |
| P        | Britt Bongaerts     | ŁKS            | definitivo |
| O        | Bintu Diop          | Roma Club      | definitivo |
| O        | Valentina Diouf     | KGC Ginseng    | definitivo |
| S        | Anastasia Guerra    | San Casciano   | definitivo |
| P        | Gaia Guiducci       | Roma Club      | definitivo |
| C        | Laura Melandri      | Casalmaggiore  | definitivo |
| C        | Linda Nwakalor      | Club Italia    | definitivo |
| S        | Giulia Melli        | Trentino Rosa  | definitivo |
| S        | Claudia Provaroni   | Cutrofiano     | definitivo |
| L        | Immacolata Sirressi | Casalmaggiore  | definitivo |

| Cessioni | Cessioni            | Cessioni         | Cessioni   |
| R.       | Nome                | a                | Modalità   |
| -------- | ------------------- | ---------------- | ---------- |
| P        | Beatrice Agrifoglio | Cuneo Granda     | definitivo |
| C        | Freya Aelbrecht     | Radomka          | definitivo |
| S        | Veronica Angeloni   | Savino Del Bene  | definitivo |
| S        | Kenia Carcaces      | Megavolley       | definitivo |
| C        | Luisa Casillo       | Sicilia          | definitivo |
| L        | Giada Cecchetto     | Megavolley       | definitivo |
| P        | Isabella Di Iulio   | Bergamo 1991     | definitivo |
| O        | Valentina Diouf     | ŁKS              | definitivo |
| C        | Nicole Koolhaas     | -                | ritirata   |
| S        | Lucija Mlinar       | Çukurova         | definitivo |
| O        | Serena Ortolani     | Adolfo Consolini | definitivo |

## Risultati

### Serie A1

#### Girone di andata
| 1ª giornata - 10 ottobre 2021 PalaMaddalene, Chieri         | Chieri '76            | 3 - 1 | Wealth Planet Perugia | 25-15, 22-25, 25-19, 25-22        |
| 2ª giornata - 17 ottobre 2021 PalaEvangelisti, Perugia      | Wealth Planet Perugia | 1 - 3 | San Casciano          | 26-24, 21-25, 21-25, 23-25        |
| 3ª giornata - 20 ottobre 2021 PalaPiantanida, Busto Arsizio | UYBA                  | 3 - 0 | Wealth Planet Perugia | 25-21, 25-15, 25-19               |
| 4ª giornata - 23 ottobre 2021 PalaEvangelisti, Perugia      | Wealth Planet Perugia | 3 - 0 | Roma Club             | 25-19, 26-24, 25-22               |
| 5ª giornata - 31 ottobre 2021 PalaTerdoppio, Novara         | AGIL                  | 3 - 0 | Wealth Planet Perugia | 25-22, 25-22, 25-15               |
| 6ª giornata - 6 novembre 2021 PalaEvangelisti, Perugia      | Wealth Planet Perugia | 2 - 3 | Bergamo 1991          | 23-25, 25-20, 25-21, 22-25, 6-15  |
| 7ª giornata - 13 novembre 2021 PalaSanbapolis, Trento       | Trentino Rosa         | 0 - 3 | Wealth Planet Perugia | 18-25, 21-25, 19-25               |
| 8ª giornata - 21 novembre 2021 PalaEvangelisti, Perugia     | Wealth Planet Perugia | 0 - 3 | Savino Del Bene       | 21-25, 22-25, 22-25               |
| 9ª giornata - 28 novembre 2021 PalaCarneroli, Urbino        | Megavolley            | 3 - 1 | Wealth Planet Perugia | 22-25, 25-22, 25-22, 25-21        |
| 10ª giornata - 4 dicembre 2021 PalaVerde, Villorba          | Imoco                 | 3 - 0 | Wealth Planet Perugia | 25-13, 25-23, 25-13               |
| 11ª giornata - 13 dicembre 2021 PalaEvangelisti, Perugia    | Wealth Planet Perugia | 1 - 3 | Pro Victoria          | 30-28, 17-25, 26-28, 14-25        |
| 12ª giornata - 18 dicembre 2021 PalaCastagnaretta, Cuneo    | Cuneo Granda          | 3 - 2 | Wealth Planet Perugia | 22-25, 25-22, 20-25, 25-20, 15-11 |
| 13ª giornata - 17 marzo 2022 PalaEvangelisti, Perugia       | Wealth Planet Perugia | 3 - 0 | Casalmaggiore         | 25-22, 25-19, 25-16               |

#### Girone di ritorno
| 14ª giornata - 9 marzo 2022 PalaEvangelisti, Perugia              | Wealth Planet Perugia | 1 - 3 | Chieri '76            | 20-25, 25-22, 6-25, 17-25         |
| 15ª giornata - 23 marzo 2022 PalaWanny, Firenze                   | San Casciano          | 3 - 0 | Wealth Planet Perugia | 26-24, 25-23, 25-18               |
| 16ª giornata - 22 gennaio 2022 PalaEvangelisti, Perugia           | Wealth Planet Perugia | 1 - 3 | UYBA                  | 25-19, 21-25, 18-25, 23-25        |
| 17ª giornata - 30 gennaio 2022 Palazzo dello Sport, Roma          | Roma Club             | 1 - 3 | Wealth Planet Perugia | 25-17, 29-31, 19-25, 22-25        |
| 18ª giornata - 31 marzo 2022 PalaEvangelisti, Perugia             | Wealth Planet Perugia | 0 - 3 | AGIL                  | 14-25, 17-25, 17-25               |
| 19ª giornata - 13 febbraio 2022 Palazzetto dello sport, Bergamo   | Bergamo 1991          | 3 - 1 | Wealth Planet Perugia | 25-23, 25-18, 14-25, 25-18        |
| 20ª giornata - 19 febbraio 2022 PalaEvangelisti, Perugia          | Wealth Planet Perugia | 3 - 2 | Trentino Rosa         | 22-25, 24-26, 25-20, 25-21, 15-13 |
| 21ª giornata - 27 febbraio 2022 Palazzetto dello Sport, Scandicci | Savino Del Bene       | 3 - 2 | Wealth Planet Perugia | 25-22, 25-23, 23-25, 20-25, 15-9  |
| 22ª giornata - 6 marzo 2022 PalaEvangelisti, Perugia              | Wealth Planet Perugia | 3 - 1 | Megavolley            | 25-14, 22-25, 25-18, 25-23        |
| 23ª giornata - 13 marzo 2022 PalaEvangelisti, Perugia             | Wealth Planet Perugia | 0 - 3 | Imoco                 | 14-25, 18-25, 18-25               |
| 24ª giornata - 20 marzo 2022 Palazzetto dello Sport, Monza        | Pro Victoria          | 3 - 0 | Wealth Planet Perugia | 25-18, 25-17, 25-18               |
| 25ª giornata - 26 marzo 2022 PalaEvangelisti, Perugia             | Wealth Planet Perugia | 1 - 3 | Cuneo Granda          | 25-21, 23-25, 22-25, 24-26        |
| 26ª giornata - 2 aprile 2022 PalaRadi, Cremona                    | Casalmaggiore         | 2 - 3 | Wealth Planet Perugia | 25-21, 15-25, 25-21, 22-25, 16-18 |

## Statistiche

### Statistiche di squadra
| Competizione | Punti | In casa | In casa | In casa | In trasferta | In trasferta | In trasferta | Totale | Totale | Totale |
| Competizione | Punti | G       | V       | P       | G            | V            | P            | G      | V      | P      |
| ------------ | ----- | ------- | ------- | ------- | ------------ | ------------ | ------------ | ------ | ------ | ------ |
| Serie A1     | 22    | 13      | 4       | 9       | 13           | 3            | 10           | 26     | 7      | 19     |
| Totale       | -     | 13      | 4       | 9       | 13           | 3            | 10           | 26     | 7      | 19     |

G = partite giocate; V = partite vinte; P = partite perse

### Statistiche dei giocatori
| Giocatore       | Serie A1 | Serie A1 | Serie A1 | Serie A1 | Serie A1 | Totale | Totale | Totale | Totale | Totale |
| Giocatore       | P        | PT       | AV       | MV       | BV       | P      | PT     | AV     | MV     | BV     |
| --------------- | -------- | -------- | -------- | -------- | -------- | ------ | ------ | ------ | ------ | ------ |
| C. Bauer        | 24       | 161      | 112      | 37       | 12       | 24     | 161    | 112    | 37     | 12     |
| M. Bociek       | 8        | 48       | 42       | 4        | 2        | 8      | 48     | 42     | 4      | 2      |
| B. Bongaerts    | 26       | 43       | 23       | 12       | 8        | 26     | 43     | 23     | 12     | 8      |
| B. Diop         | 24       | 184      | 152      | 19       | 13       | 24     | 184    | 152    | 19     | 13     |
| V. Diouf        | 11       | 165      | 146      | 18       | 1        | 11     | 165    | 146    | 18     | 1      |
| A. Guerra       | 22       | 348      | 305      | 18       | 25       | 22     | 348    | 305    | 18     | 25     |
| G. Guiducci     | 22       | 2        | 1        | 1        | 0        | 22     | 2      | 1      | 1      | 0      |
| H. Havelková    | 26       | 252      | 209      | 27       | 16       | 26     | 252    | 209    | 27     | 16     |
| L. Melandri     | 26       | 186      | 125      | 60       | 1        | 26     | 186    | 125    | 60     | 1      |
| G. Melli        | 25       | 92       | 76       | 9        | 7        | 25     | 92     | 76     | 9      | 7      |
| L. Nwakalor     | 20       | 42       | 18       | 21       | 3        | 20     | 42     | 18     | 21     | 3      |
| C. Provaroni    | 23       | 0        | 0        | 0        | 0        | 23     | 0      | 0      | 0      | 0      |
| C. Rumori       | 3        | 0        | 0        | 0        | 0        | 3      | 0      | 0      | 0      | 0      |
| A. Scarabottini | 0        | 0        | 0        | 0        | 0        | 0      | 0      | 0      | 0      | 0      |
| I. Sirressi     | 25       | 0        | 0        | 0        | 0        | 25     | 0      | 0      | 0      | 0      |

P = presenze; PT = punti totali; AV = attacchi vincenti; MV = muri vincenti; BV = battute vincenti